# Alpha Pup
Alpha Pup Records（アルファ・パプ・レコードズ）とは、今日のロサンゼルスのビート・シーンを象徴するイベント＜Low End Theory＞の主宰者であるダディ・ケヴ(Daddy Kev)によって運営されるロサンゼルスの音楽レーベルである。
エレクトロヒップホップ界のスター、フライングロータスが創立するブレインフィーダー、スマグレコード(SMOG Records)やウエストボウンドレコード(Westbound Records)とは、共同関係にあり、LA Weeklyのクリス・ザイグラー（Chris Ziegler）は2014年にアルファ・パプ・レコードズを「なぜロスアンゼルスがエレクトロ・ミュージック・シーンにおいて最重要都市の一つなのか。」「その理由の大きな部分を締めている」と説明した。
2004年、ダディ・ケヴ(Daddy Kev)、ダンヴェル・ジュリエル(Danyell Jariel)によって創立。Low End Theoryと同様、発掘し続けるスタンスを基本とし、ヒップホップ・エレクトロニカを中心とした若手のデビューや、新しいジャンルへの挑戦、ビートメイカーによるビートのみ、歌声の入らない、instrumental（インスツル メンテル)songのリリースが多い。